# Phare des îles Sisargas
Le phare des îles Sisargas est un phare situé sur'Sisarga Grande, la plus grande des îles Sisargas au large de la commune de Malpica de Bergantiños, dans la province de La Corogne (Galice en Espagne).
Il est géré par l'autorité portuaire de La Corogne.

## Histoire
L'île Sisarga Grande est une île rocheuse aux contours dangereux à environ 35 km à l'ouest du port de La Corogne. L'ensemble des îles sont un refuge protégé pour la faune et la flore marine.
Le phare fut mis en service le 29 juillet 1853, sur Cabo de San Adrián. C'est une tour octogonale en granit de 10 m de haut, avec galerie et lanterne, centrée sur un bâtiment rectangulaire. Le bâtiment est peint en blanc avec un toit en tuile rouge et le dôme de la lanterne est peint en gris. L'actuel édifice a subi quelques modifications et a été relevé de 2 m pour recevoir un nouveau système optique dioptrique-catadioptrique entre 1911 et 1915 et a été électrifié dans les années 1980. Il est désormais automatisé et émet, visible jusqu'à 38 km, un groupe de 3 éclats blancs toutes les 15 secondes. Sa corne de brume émet trois blasts toutes les 30 secondes.
Identifiant : ARLHS : SPA162 ; ES-03730 - Amirauté : D1728 - NGA : 2612.
|                |
| Sisarga Grande |

### Lien connexe
- Liste des phares en Espagne